# Випробувальний полігон в Юмі
Випробувальний полігон в Юмі (англ. Yuma Proving Ground) — одна з військових баз армії США, військовий полігон, який розташований між округами Ла-Паса і Юми в штаті Аризона. Полігон в Юмі — один з найбільших військових полігонів у світі та найбільший військовий випробувальний центр армії США, який займає понад 870 000 акрів землі. На полігоні проводяться випробування, іспити та тестування військової техніки й озброєння будь-якого типу, що перебуває на озброєнні сухопутних військ.

## Призначення
Полігон має розгалужений комплекс інсталяцій призначений для проведення випробувань, тестів та тренувань різнорідних типів та видів зброї та іншого устаткування:
- Наземні системи озброєння від стрілецької зброї до артилерії великої дальності
- Системи вертолітного озброєння та оцінки цілей
- Артилерійські та танкові боєприпаси
- Вантажні та людські парашути, включаючи технології керованих систем десантування
- Наземні міни та системи розмінування
- Гусеничні та колісні транспортні засоби в умовах пустелі взимку та літом
- Випробування на вібрацію та безперешкодне тестування «розумних» систем зброї
- Аеродромний комплекс «Лагуна» має дві злітно-посадкові смуги — 1800 м і 1570 м
- 12 зон висадки і кілька злітних смуг для безпілотних літальних систем
- Артилерійське стрільбище для ведення стрільби артилерійськими системами на відстань до 89 км, найдовша в країні
- Більше 300 км дорожніх шляхів для тестування гусеничних та колісних транспортних засобів
- Сучасні волоконно-оптичні системи для отримання, обробки та передачі даних у режимі реального часу
- Спеціалізовані майданчики для випробування контрзаходів на ураження придорожніх бомб та СВП

## Галерея
|                                                                         |
| Стрільба самохідної гаубиці M109A6 «Паладин» на стрільбищі полігону Юма |

|                                                                                                   |
| Бойова машина піхоти Piranha V Королівської данської армії проводить тестуванні з подолання броду |

|                                                                                              |
| Колісний бронетранспортер M1126 Stryker сімейства Stryker тестується на рух в умовах пустелі |

| |
| Американський основний бойовий танк M1 Abrams здійснює рух по пересічній місцевості на полігоні Юма |

| |
| Танк армії США M1 Abrams здолає підйом під кутом 60° в процесі тестуванні на подолання перешкод на полі бою |

|                                                                          |
| Тестування саморобного вибухового пристрою на узбіччі дорогі на полігоні |

|                                                                                              |
| Ударний вертоліт AH-64 «Апач Лонгбоу» проводить бойовий пуск ракети AGM-179 JAGM на полігоні |

| |
| Бойова стрільба самохідної артилерійської установки-винищувача танків M1128 Stryker у зимових умовах на полігоні Юма |

| |
| Проведення тренувальних стрибків з парашутом з літака C-130 «Геркулес» з відпрацюванням затяжного стрибка |

| |
| Десантування вантажних парашутних систем для приземлення космічних апаратів космічного корабля «Оріон» у зоні випробувань НАСА |

|                                                                                                |
| Заняття з бойової підготовки підрозділу морської піхоти у веденні бойових дій у міських умовах |

|                                                                                 |
| Морський піхотинець зі своїм бойовим собакою діють на навчаннях у нічних умовах |

|                                                                                         |
| Німецькі солдати проводять випробування новітньої штурмової гвинтівки в умовах полігону |

|                                                                            |
| Розвідувально-ударний БПЛА MQ-9B Sky Guardian на випробуваннях на полігоні |

| |
| Здійснення маршу підрозділом американської армії з випробуваннями нових засобів захисту у суворих зимових умовах |

|                                                                                  |
| Тестування аеростату з радарною системою на замовлення Прикордонно-митної служби |